# Elgonotyphlus
Elgonotyphlus is een geslacht van kevers uit de familie van de loopkevers (Carabidae). De wetenschappelijke naam van het geslacht is voor het eerst geldig gepubliceerd in 1993 door Sciaky & Zaballos.

## Soorten
Het geslacht Elgonotyphlus is monotypisch en omvat slechts de volgende soort:
- Elgonotyphlus zoiai Sciaky & Zaballos, 1993